# بقيات نتنة عملاقة
بقيات نتنة عملاقة (الاسم العلمي Tessaratomidae)، فصيلة حشرات من البق الحقيقي. تضم حوالي 240 نوعًا من الحشرات الكبيرة المقسمة إلى 3 فُصيلات و56 جنسًا.